# Young Marble Giants
Young Marble Giants foi uma banda de pós-punk originária de Cardiff, no País de Gales.
Apesar de terem gravado apenas um disco ,Colossal Youth de 1980 ,o trio galês ganhou um lugar na história do rock como um precursor do sub-gênero da música que seria chamado de Pós-punk.
As principais características no som da banda são: o orgão elétrico de Stuart Molxham, raras intervenções na guitarra e a voz gélida e distante de Alison Statton.
O grupo se desfez em 1981 , mas apesar da curta carreira eles exerceram grande influência no Rock alternativo e ganhando admiradores como Peter Buck, Kurt Cobain, Courtney Love, Stereolab e The xx.
Os membros da banda continuaram a se apresentar ocasionalmente em conjunto e planejaram uma reunião em março de 2001, para coincidir com 25º Aniversário da Rough Trade, no entanto o show não foi realizado.
Recentemente,eles foram escolhidos por Jeff Mangum do Neutral Milk Hotel para um desempenho de retorno no festival All Tomorrow's Parties em Minehead, Inglaterra.

## Discografia
- 1980: Colossal Youth

- 1980: Final Day

- 1981: Testcard EP

- 1991: Peel Sessions

- 2000: Salad Days

- 2004: Live at the Hurrah!